# Ella Negruzzi
Pour les articles homonymes, voir Negruzzi.
Ella Negruzzi (1876-1948), est une avocate et militante pour les droits des femmes roumaine, qui est également la première femme avocate en Roumanie (1913). Elle est la cofondatrice de l'Association pour l'émancipation civile et politique des femmes roumaines (1917), du Groupe des avocats démocrates (1935) et du Front des femmes (1936).

## Jeunesse
Ella Negruzzi est née le 11 septembre 1876 à Trifești en Moldavie, dans la Roumanie encore membre de l'Empire ottoman,. Bien que l'identité de sa mère soit inconnue, elle grandit dans une maisonnée d'hommes importants. Son père est l'écrivain Leon C. Negruzzi ; son oncle, Iacob Negruzzi est également écrivain et deux fois président de l'Académie roumaine ; et son grand-père Constantin Negruzzi est un ancien maire de Iași. Son frère, Mihai est un futur général de l'armée roumaine. Negruzzi fréquente l'école primaire à Iași et termine ensuite es études secondaires à l'école Externatul Girls (maintenant connue sous le nom du college Mihai Eminescu),.
Le père de Negruzzi meurt quand elle est adolescente et son oncle, Iacob prend la responsabilité de veiller à ce que Mihai et elle terminent leurs études. Elle poursuit ses études à l’Université Alexandre Ioan Cuza de Iaşi, où elle étudie l’histoire, le droit et la philosophie. En 1913, elle devient la première femme à s'inscrire à l'examen du barreau à Iaşi. La demande est rejetée au motif que les femmes ne sont pas autorisées à participer et sont expressément empêchées d'exercer le droit. Negruzzi part alors pour Galaţi pour faire une deuxième tentative. Là, elle obtient le soutien de Corneliu Botez, un avocat de premier plan, mais sa demande est également rejetée. En 1917, elle et d'autres féministes, dont Elena Meissner soumettent au Sénat une pétition réclamant des droits civils et politiques pour les femmes, mais celle-ci est rejetée. L'année suivante, elle co-fonde l'Association pour l'émancipation civile et politique des femmes roumaines (roumain : Asociafia pentru emanciparea civild si politicd a femeilor romane (AECPFR)). L'association insiste pour que les femmes aient le droit de participer à la société civile, y compris avoir accès à l'éducation, à l'emploi et à la vie politique. En 1919, elle fait sa troisième tentative pour passer l'examen du barreau. Elle postule dans le județ d'Ilfov à Bucarest et est finalement autorisée à passer l'examen. Six ans après sa première tentative, en 1920, Negruzzi devient la première femme autorisée à exercer le droit en Roumanie,.

## Carrière
Après avoir reçu ses lettres de créance, Negruzzi commence à pratiquer le droit à Galaţi et s'installe ensuite à Bucarest. Elle poursuit ses activités féministes et, dans l'entre-deux-guerres, Meissner et elle sont les principales dirigeantes de l'AECPFR. Elle devient une écrivaine prolifique, abordant des questions sur la place des femmes dans la vie publique, telles que leur capacité limitée à obtenir un emploi et les restrictions qui les rendent plus susceptibles d'être licenciées si elles obtiennent un emploi. Elle travaille à la création de réseaux d’écoles professionnelles et de coopératives de travailleurs dans les zones rurales afin d’élargir les possibilités d’emploi des femmes. Elle plaide également en faveur de l'éducation et de la réhabilitation des prostituées, plutôt que de leur mépris social. Au cours de la période qui a conduit à l’adoption de la Constitution roumaine de 1923, Negruzzi œuvre sans relâche pour que les femmes soient reconnues en tant qu’actrices politiques. En 1929, lorsque les femmes sont autorisées à participer aux élections locales en tant que candidates pour la première fois, elle se présente à Bucarest,. Avec Calypso Botez et Alexandrina Cantacuzino, Negruzzi devient l'une des six premières femmes élues pour siéger au conseil municipal.
Au cours de la Grande Dépression en 1932, la Constitution est modifiée à nouveau pour accorder aux femmes un statut civil presque égal à celui des hommes. Parallèlement, le gouvernement lance une campagne visant à limiter la capacité des femmes à travailler ou à recevoir des prestations sociales. Lorsque les nazis prennent le pouvoir en Allemagne, Negruzzi se prononce contre la guerre et est une militante antifasciste active. Elle aide à fonder le groupe des avocats démocrates (roumain : Grupul avocaţilor democraţi) en 1935, pour lutter contre la propagation du fascisme. En 1936, Negruzzi fonde aussi l'organisation Women's Front (en roumain : Frontul feminin), pour former les femmes à la syndicalisation pour défendre leurs droits culturels, socio-économiques et politiques,. Negruzzi devient alors la cible de nombreuses menaces de mort pour avoir défendu Ana Pauker. Lorsque le régime du roi Carol II évolue vers une dictature et qu'il force la fermeture de l'AECPFR, elle est obligée de se retirer de la vie publique, mais refuse de coopérer avec le régime.

## Mort et héritage
Negruzzi meurt le 19 décembre 1948 à Bucarest. On se souvient d'elle pour son rôle de premier plan dans l'établissement des droits des femmes en Roumanie.

### Citations
1. 1 2 3 4  Maftei 2001.
2. 1 2 3 4  Bucur 2006, p. 363.
3. 1 2 3 4 5 6 7 8  Agrigoroaie 2014.
4. 1 2  Bucur 2006, p. 364.
5. 1 2  Smith 2008, p. 191.
6. ↑  Smith 2008, p. 192.
7. ↑  Levy 2001, p. 49.
8. ↑  Livezeanu et Farris 2007, p. 247.

### Lectures complémentaires
- Cosma, Ghizela, Femeile şi politica în România: evoluţia dreptului de vot în perioada interbelică, Presa Universitară Clujeană, Cluj-Napoca, 2002.
- George Marcu (coord.), Dicţionarul personalităţilor feminine din România, Édition Meronia, Bucarest, 2009.